# Closeburn Castle

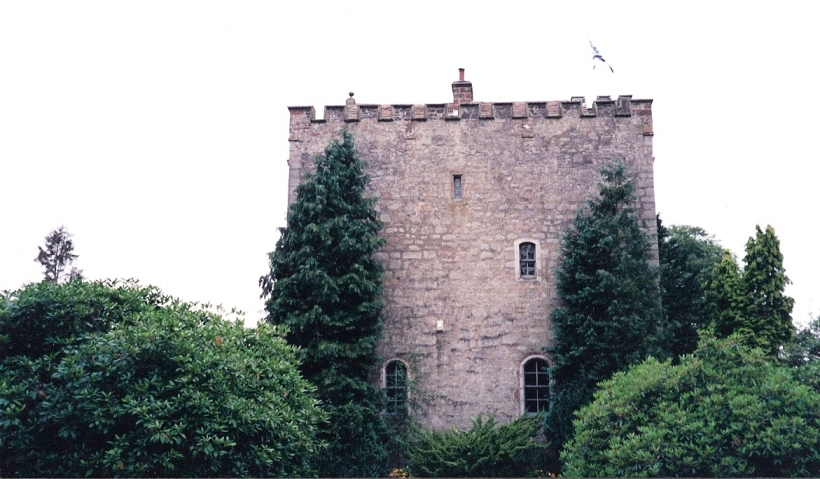
Closeburn Castle

Closeburn Castle ist ein Wohnturm etwa einen Kilometer östlich des Dorfes Closeburn und etwa zwei Kilometer südöstlich der Ortschaft Thornhill in der schottischen Council Area Dumfries and Galloway. Der Turm stammt vermutlich aus dem 14. Jahrhundert – möglicherweise auch früher – und ist eines der ältesten, durchgehend bewohnten Gebäude Schottlands.

## Geschichte
Die Familie Kirkpatrick erhielt 1232 von König Alexander II. die Besitzbestätigung ihrer Ländereien in Closeburn. Der Wohnturm entstand vermutlich im 14. Jahrhundert; unterschiedliche Quellen nennen Baudaten zwischen 1180 und 1420. Sir Roger de Kirkpatrick war zusammen mit König Robert the Bruce 1306 in Dumfries und war am Mord an John „the Red“ Comyn beteiligt. Sein Sohn, ebenfalls Sir Roger, befehligte die Truppen, die 1355 die Burgen von Caerlaverock und Dalswinton den Engländern wieder abnahmen. Er wurde dann 1357 von Sir James Lindsay in Caerlaverock umgebracht.
1685 wurde die Loyalität der Kirkpatricks gegenüber König Karl I. von England mit dem Titel eines Baronets belohnt. Im 17. Jahrhundert verließen die Kirkpatricks Closeburn Castle und wohnten zunächst in einem angrenzenden, neu gebauten Herrenhaus. Dies allerdings brannte 1748 ab, wobei auch der Wohnturm beschädigt wurde. Der Turm wurde renoviert und die Familie zog dort wieder ein. 1783 verkaufte die Familie Kirkpatrick schließlich Closeburn Castle an einen örtlichen Kirchenangestellten, James Stewart-Menteith. Seitdem ist die Burg durch verschiedene Hände gegangen, diente aber die ganze Zeit über als Wohnhaus.

## Architektur
Der ursprüngliche Wohnturm wurde auf einer Landzunge in einem heute nicht mehr existierende See errichtet. Er war von einem hölzernen Palisadenzaun umgeben, der später durch eine steinerne Einfriedung ersetzt wurde, die Rundtürme an den Ecken besaß. Der Wohnturm bedeckt eine Grundfläche von etwa 14,5 Metern × 10,5 Metern, ist 15 Meter hoch und schließt mit einer Brüstung auf gleicher Ebene ab. Im Keller befand sich ein Gefängnis. Der Saal darüber hat ebenfalls eine Gewölbedecke; das dritte Gewölbe befindet sich auf der Ebene des Daches über den drei weiteren Stockwerken. Der Eingang im 1. Obergeschoss besitzt noch sein eisernes Gittertor.
Die steinerne Einfriedung wurde vermutlich im 17. Jahrhundert abgerissen, um Platz für das Herrenhaus zu schaffen. Als die Familie Mitte des 18. Jahrhunderts in den Wohnturm zurückkehrte, wurden die oberen Schlafkammern unterteilt und die Fenster vergrößert, um den Wohnkomfort zu erhöhen. Die Zinnen an der Brüstung wurden vermutlich in dieser Zeit hinzugefügt. Weitere Renovierungen wurden im 19. Jahrhundert durchgeführt: Einen einstöckigen Anbau fügte man im Südwesten an und eine Vorhalle aus rotem Sandstein nach 1856 im Norden. Möglicherweise war der Architekt David Bryce mit diesen Anbauten beauftragt.
Historic Scotland hat Closeburn Castle als historisches Bauwerk der Kategorie B gelistet.